# Kanton Reims-9
Kanton Reims-9 (fr. Canton de Reims-9) je francouzský kanton v departementu Marne v regionu Grand Est. Tvoří ho pouze část města Remeš.